# Zwerfstreepmot
De zwerfstreepmot (Diasemia reticularis) is een vlinder uit de familie Crambidae, de grasmotten. De wetenschappelijke naam is gepubliceerd in 1761 door Carl Linnaeus. De spanwijdte van de vlinder bedraagt tussen de 18 en 22 millimeter.

## Waardplanten
De rups van de zwerfstreepmot leeft op cichorei, havikskruid, weegbree, Taraxacum, margriet en bitterkruid.

## Voorkomen
De soort komt voor in Europa, Congo-Kinshasa, China, India, Maleisië, Australië en Nieuw-Zeeland.
De zwerfstreepmot is in Nederland en in België een zeer zeldzame trekvlinder. In de tropen maakt de soort waarschijnlijk continu nieuwe generaties.